# Hoder
Na mitologia nórdica, Höðr, Hod, Hoder, Hodur ou Hóder era um deus cego, irmão gêmeo de Balder e filho de Odin e Frigga. Assassinou involuntariamente seu irmão e morreu pelas mãos de Vali, filho de Odin.
Segundo o relato contido nas Eddas, o deus Balder tinha pesadelos onde pressagiava sua morte e sua mãe, a deusa Frigga percorreu o mundo fazendo com que todas as coisas do mundo jurassem que jamais machucariam seu filho.  Loki soube disso e se enfureceu, indo falar com Frigg disfarçado e ela lhe mencionou que não havia considerado necessário fazer jurar ao visgo, por considerá-lo inofensivo. Loki ao saber isso fez um dardo utilizando um ramo de visgo e guiou a Höðr para que atirasse contra ele como uma brincadeira, matando assim a Balder.
Em outra versão diferente do mito relatado em Feitos dos Danos, não se faz menção a Loki e Balder é morto por Höðr com uma punhalada.

## Edda Poética
| Ek sá Baldri, blóðgom tívur, Óðins barni, ørlög fólgin: stóð um vaxinn völlum hærri mjór ok mjök fagr mistilteinn. Varð af þeim meiði, er mær sýndisk, harmflaug hættlig: Höðr nam skjóta. Baldrs bróðir var of borinn snemma, sá nam, Óðins sonr, einnættr vega. Þó hann æva hendr né höfuð kembði, áðr á bál um bar Baldrs andskota. En Frigg um grét í Fensölum vá Valhallar - vituð ér enn, eða hvat? - edição de Eysteinn Björnsson's | Eu vi para Baldr, o deus sangrando O filho de Othin, seu destino estabelecido: Famosa e justa nos campos sublimes, Completamente crescido em força o visco estava de pé. Do ramo que parecia tão delgado e justo Veio um eixo prejudicial que Hoth deve atirar; Mas o irmão de Baldr nasceu há muito tempo, E uma noite de idade lutou contra o filho de Othin. Suas mãos ele não lavou, seus cabelos ele não penteou, Até que ele suportou a fúria O inimigo de Baldr. Mas em Fensalir Frigg chorava Para a necessidade de Valhall: Você saberia ainda mais? - Tradução | Eu vi para Baldr- para o sacrifício manchado de sangue O filho de Odim - Os destinos se escondem. Ali estava crescido, mais alto do que as planícies, esbelto e mais justo o visco. Formou-se a partir desse caule que era aparente, um poço de angústia, perigoso: Hǫðr começou a disparar. Um irmão de Baldr nasceu rapidamente: ele começou - o filho de Odim - matando, a uma noite de idade. Ele nunca lavou as mãos, nunca penteou a cabeça, até que ele abalou a pira O adversário de Baldr - enquanto Frigg chorava em Fen Halls para o mal de Valh. Você ainda procura saber? E o que? - tradução de Ursula Dronke |